# Silvia Venegas Venegas
Silvia Venegas Venegas (Santa Marta, província de Badajoz, 1982) és una directora, productora i guionista espanyola. És acadèmica de la Acadèmia de Cinema Europeu, i ha rebut diversos reconeixements per la seva trajectòria realitzant documentals, incloent el Premio Goya en 2014.

## Educació i inicis
Després d'estudiar Història en la Universitat de les Illes Balears, Periodisme en la Universitat Carles III, i Comunicació Audiovisual en la Universitat Antonio de Nebrija, Venegas va fundar el 2007 Noestamosdepaso, una associació sense ànim de lucre, per a realitzar documentals de sensibilització social, per exemple després de les catàstrofes humanitàries quan els polítics i mitjans de comunicació perden l'interès després d'una fase inicial. El 2010 va fundar la productora Making DOC amb Juan Antonio Moreno.

## Obra
Venegas s'ha especialitzat en el gènere documental de sensibilització social, i entre les seves produccions més destacades s'inclouen Kafana (¡Basta ya!) (2016), sobre el poble saharaui; Boxing for Freedom (2015), sobre unes joves boxadores afganeses; Arte por prescripción (2015), sobre malalts de Alzheimer i Corea de Huntington; i Los hijos de Mama Wata (2010), sobre la postguerra a Sierra Leona. A més, ha produït Palabras de Caramelo (2016), sobre un nen sord en un camp de refugiats; Walls (Si estas paredes hablasen) (2014), sobre una parella d'ancians que viu a Budapest; i La vida más allá de la batalla (2011), sobre la cara oculta de la Guerra de l'Afganistan.

## Reconeixements
Venegas és acadèmica de la Acadèmia de Cinema Europeu. Ha rebut múltiples reconeixements en festivals i premis, destacant el Goya en 2014 per Walls.
- Boxing for Freedom (2015), seleccionat per als Premis de Cinema Europeu (EFA) 2015 en la categoria de Millor Documental Europeu; Millor Pel·lícula en el Festival Picknic; Millor Documental Nacional en el Festival de Cinema de Saragossa; Millor Llargmetratge en el Festival Internacional de Cinema Documental Extremadoc 2015; Esment Especial en el Festival Ibèric de Cinema Invisible de Bilbao.
- Walls (Si estas paredes hablasen) (2014), Premi Goya al Millor Curtmetratge Documental.
- Nuestra vida como niños refugiados en Europa (2020) Premi Goya al millor curtmetratge documental.[6]